# Terry Baxter
Terry Clinton Baxter (né le 26 septembre 1957) est un homme politique américain de l'État de l'Iowa. Il est élu à la Chambre des représentants de l'Iowa en 2014 et prend ses fonctions en 2015,. Il est également cofondateur de GoServGlobal.